# 독점 마이 히어로

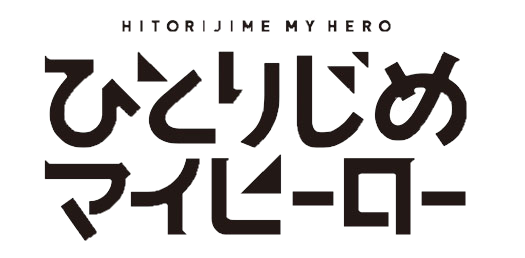

독점 마이 히어로(ひとりじめマイヒーロー)는 아리이 메메코가 원작한 일본의 만화 작품이다. 이치진샤의 『gateau』에서 2011년 6월부터 연재 중이다. 『독점 마이 프렌드(ひとりじめボーイフレンド』의 스핀오브 작품.
2017년 7월부터 TV 애니메이션화로 방영 중이다.

## 줄거리
자신의 『있는 곳』을 찾던 겁쟁이 양키 세타가와 마사히로는 "곰죽이기"의 별명을 갖고 있는 고교 교사, 오오시바 코스케와 만난다. 코스케에게 동경심을 품고 사제가 된 마사히로이지만, 고교 1학년이 되던 어느 날 "너의 마음에는 대답할 수 없다"라고 알린다. 갑작스런 일에 당황한 마사히로이었으나 차츰 코스케에 대한 동경 이상의 마음을 자각하기 시작한다. 자신의 문제는 끌어안고 타인을 기댈 수 없는 마사히로에게 자신의 팔 속에서 울고 행복하게 하고 싶다고 바라던 코스케. 둘도 없는 "영웅"에 만나는 일로 시작하는 이야기가 섬세한 심리 묘사와 개성 강한 캐릭터들과 함께 그려진다.